# قائمة عملات السعودية المعدنية
بدأ إصدار أولى العملات المعدنية في المملكة السعودية لها في عام 1741. وسمي باسم الملكة ماريا تريزا التي حكمت النمسا وهنغاريا وبوهيميا من عام 1740 إلى 1780.

## العملات المتداولة
| \| \|                         | \| \|              | \| \|                                | \| \|                                | \| \| |
| ----------------------------- | ------------------ | ------------------------------------ | ------------------------------------ | ----- |
| 1963                          |                    |                                      |                                      |       |
| الوجه : هلله واحدة            | الوجه : هلله واحدة | العكس : ملك المملكة العربية السعودية | العكس : ملك المملكة العربية السعودية |       |
| الكتلة 2.6 غرام (0.092 أونصة) | المعدن برونز       | القطر 19 مليمتر (0.75 بوصة)          | السُمك 1.3 مليمتر (0.051 بوصة)        |       |
| المصمم(ون)                    | المصمم(ون)         | الحواف مسكوك                         | الحواف مسكوك                         |       |
| الطرازات 1963                 | الطرازات 1963      | الشكل دائري                          | الشكل دائري                          |       |
|                               |                    |                                      |                                      |       |

| \| \|                         | \| \|              | \| \|                                | \| \|                                | \| \| |
| ----------------------------- | ------------------ | ------------------------------------ | ------------------------------------ | ----- |
| 1972                          |                    |                                      |                                      |       |
| الوجه : خمس هللات             | الوجه : خمس هللات  | العكس : ملك المملكة العربية السعودية | العكس : ملك المملكة العربية السعودية |       |
| الكتلة 2.5 غرام (0.088 أونصة) | المعدن نحاس - نيكل | القطر 19.5 مليمتر (0.77 بوصة)        | السُمك 1.3 مليمتر (0.051 بوصة)        |       |
| المصمم(ون)                    | المصمم(ون)         | الحواف مسكوك                         | الحواف مسكوك                         |       |
| الطرازات 1972                 | الطرازات 1972      | الشكل دائري                          | الشكل دائري                          |       |
|                               |                    |                                      |                                      |       |

| \| \|                      | \| \|             | \| \|                                | \| \|                                | \| \| |
| -------------------------- | ----------------- | ------------------------------------ | ------------------------------------ | ----- |
| 1972                       |                   |                                      |                                      |       |
| الوجه : عشر هللات          | الوجه : عشر هللات | العكس : ملك المملكة العربية السعودية | العكس : ملك المملكة العربية السعودية |       |
| الكتلة 4 غرام (0.14 أونصة) | المعدن برونز      | القطر 21 مليمتر (0.83 بوصة)          | السُمك 1.58 مليمتر (0.062 بوصة)       |       |
| المصمم(ون)                 | المصمم(ون)        | الحواف مسكوك                         | الحواف مسكوك                         |       |
| الطرازات 1972              | الطرازات 1972     | الشكل دائري                          | الشكل دائري                          |       |
|                            |                   |                                      |                                      |       |

| \| \|                      | \| \|                     | \| \|                                | \| \|                                | \| \| |
| -------------------------- | ------------------------- | ------------------------------------ | ------------------------------------ | ----- |
| 1972                       |                           |                                      |                                      |       |
| الوجه : خمسة و عشرون هللة  | الوجه : خمسة و عشرون هللة | العكس : ملك المملكة العربية السعودية | العكس : ملك المملكة العربية السعودية |       |
| الكتلة 5 غرام (0.18 أونصة) | المعدن نحاس - نيكل        | القطر 23 مليمتر (0.91 بوصة)          | السُمك 1.6 مليمتر (0.063 بوصة)        |       |
| المصمم(ون)                 | المصمم(ون)                | الحواف مسكوك                         | الحواف مسكوك                         |       |
| الطرازات 1972              | الطرازات 1972             | الشكل دائري                          | الشكل دائري                          |       |
|                            |                           |                                      |                                      |       |

| \| \|                        | \| \|              | \| \|                                | \| \|                                | \| \| |
| ---------------------------- | ------------------ | ------------------------------------ | ------------------------------------ | ----- |
| 1972                         |                    |                                      |                                      |       |
| الوجه : هلله واحدة           | الوجه : هلله واحدة | العكس : ملك المملكة العربية السعودية | العكس : ملك المملكة العربية السعودية |       |
| الكتلة 6.5 غرام (0.23 أونصة) | المعدن نحاس - نيكل | القطر 26 مليمتر (1.0 بوصة)           | السُمك 1.3 مليمتر (0.051 بوصة)        |       |
| المصمم(ون)                   | المصمم(ون)         | الحواف مسكوك                         | الحواف مسكوك                         |       |
| الطرازات 1972                | الطرازات 1972      | الشكل دائري                          | الشكل دائري                          |       |
|                              |                    |                                      |                                      |       |

| \| \|                       | \| \|            | \| \|                                | \| \|                                | \| \| |
| --------------------------- | ---------------- | ------------------------------------ | ------------------------------------ | ----- |
| 1980                        |                  |                                      |                                      |       |
| الوجه : 100 هللة            | الوجه : 100 هللة | العكس : ملك المملكة العربية السعودية | العكس : ملك المملكة العربية السعودية |       |
| الكتلة 10 غرام (0.35 أونصة) | المعدن برونز     | القطر 30 مليمتر (1.2 بوصة)           | السُمك 1.9 مليمتر (0.075 بوصة)        |       |
| المصمم(ون)                  | المصمم(ون)       | الحواف مسكوك                         | الحواف مسكوك                         |       |
| الطرازات 1980               | الطرازات 1980    | الشكل دائري                          | الشكل دائري                          |       |
|                             |                  |                                      |                                      |       |

| \| \|                        | \| \|                                                           | \| \|                                                           | \| \|                                                           | \| \| |
| ---------------------------- | --------------------------------------------------------------- | --------------------------------------------------------------- | --------------------------------------------------------------- | ----- |
| 2016                         |                                                                 |                                                                 |                                                                 |       |
| الوجه : ريال واحد            | الوجه : ريال واحد                                               | العكس : خادم الحرمين الشريفين الملك سلمان بن عبد العزيز آل سعود | العكس : خادم الحرمين الشريفين الملك سلمان بن عبد العزيز آل سعود |       |
| الكتلة 5.8 غرام (0.20 أونصة) | المعدن ثنائي المعادن : نحاس-نيكل من الوسط، نحاس أصفر من الأطراف | القطر 23.1 مليمتر (0.91 بوصة)                                   | السُمك 1.85 مليمتر (0.073 بوصة)                                  |       |
| المصمم(ون)                   | المصمم(ون)                                                      | الحواف مسكوك                                                    | الحواف مسكوك                                                    |       |
| الطرازات 2016                | الطرازات 2016                                                   | الشكل دائري                                                     | الشكل دائري                                                     |       |
|                              |                                                                 |                                                                 |                                                                 |       |

| \| \|                        | \| \|                                                               | \| \|                                          | \| \|                                          | \| \| |
| ---------------------------- | ------------------------------------------------------------------- | ---------------------------------------------- | ---------------------------------------------- | ----- |
| 2016                         |                                                                     |                                                |                                                |       |
| الوجه : ريالان               | الوجه : ريالان                                                      | العكس : الملك عبد العزيز بن عبد الرحمن آل سعود | العكس : الملك عبد العزيز بن عبد الرحمن آل سعود |       |
| الكتلة 6.7 غرام (0.24 أونصة) | المعدن برونزثنائية المعدن: المركز نحاس مطلي صلب ، الخاتم نحاس ونيكل | القطر 25 مليمتر (0.98 بوصة)                    | السُمك 1.8 مليمتر (0.071 بوصة)                  |       |
| المصمم(ون)                   | المصمم(ون)                                                          | الحواف مسكوك                                   | الحواف مسكوك                                   |       |
| الطرازات 2016                | الطرازات 2016                                                       | الشكل دائري                                    | الشكل دائري                                    |       |
|                              |                                                                     |                                                |                                                |       |

| \| \|                       | \| \|                    | \| \|                       | \| \|                       | \| \| |
| --------------------------- | ------------------------ | --------------------------- | --------------------------- | ----- |
| 1925                        |                          |                             |                             |       |
| الوجه : ام القرة ربع قرش    | الوجه : ام القرة ربع قرش | العكس : طغراء               | العكس : طغراء               |       |
| الكتلة 1 غرام (0.035 أونصة) | المعدن هون نحاس          | القطر 19 مليمتر (0.75 بوصة) | السُمك 1 مليمتر (0.039 بوصة) |       |
| المصمم(ون)                  | المصمم(ون)               | الحواف مسكوك                | الحواف مسكوك                |       |
| الطرازات 1925               | الطرازات 1925            | الشكل دائري                 | الشكل دائري                 |       |
|                             |                          |                             |                             |       |

| \| \|                           | \| \|                           | \| \|                       | \| \|                         | \| \| |
| ------------------------------- | ------------------------------- | --------------------------- | ----------------------------- | ----- |
| 1925                            |                                 |                             |                               |       |
| الوجه : ضرب في أم القرة نصف قرش | الوجه : ضرب في أم القرة نصف قرش | العكس : طغراء               | العكس : طغراء                 |       |
| الكتلة 3.4 غرام (0.12 أونصة)    | المعدن هون نحاس                 | القطر 22 مليمتر (0.87 بوصة) | السُمك 1.8 مليمتر (0.071 بوصة) |       |
| المصمم(ون)                      | المصمم(ون)                      | الحواف مسكوك                | الحواف مسكوك                  |       |
| الطرازات 1925                   | الطرازات 1925                   | الشكل دائري                 | الشكل دائري                   |       |
|                                 |                                 |                             |                               |       |

| \| \|                                               | \| \|                                               | \| \|                      | \| \|                         | \| \| |
| --------------------------------------------------- | --------------------------------------------------- | -------------------------- | ----------------------------- | ----- |
| 1926                                                |                                                     |                            |                               |       |
| الوجه : عبد العزيز السعود ملك الحجاز ونجد وملحقاتها | الوجه : عبد العزيز السعود ملك الحجاز ونجد وملحقاتها | العكس : قرش واحد           | العكس : قرش واحد              |       |
| الكتلة 6.2 غرام (0.22 أونصة)                        | المعدن برونز                                        | القطر 26 مليمتر (1.0 بوصة) | السُمك 1.5 مليمتر (0.059 بوصة) |       |
| المصمم(ون)                                          | المصمم(ون)                                          | الحواف مسكوك               | الحواف مسكوك                  |       |
| الطرازات 1926                                       | الطرازات 1926                                       | الشكل دائري                | الشكل دائري                   |       |
|                                                     |                                                     |                            |                               |       |